# Boeing 737 Max
Pour un article plus général, voir Boeing 737.
Le Boeing 737 Max est la quatrième génération de la famille d'avions 737. Construite depuis 2015 par Boeing Commercial Airplanes, cette génération est basée sur le 737 Next Generation qu'elle doit remplacer.
Le 737 Max se différencie principalement du 737 NG par l'implantation de plus gros moteurs CFM International LEAP-1B et par d'autres modifications aérodynamiques concernant la cellule et les ailettes distinctives. Le premier vol du 737 Max a lieu le 29 janvier 2016, près de 50 ans après le premier vol du 737. En octobre 2014, Boeing avait reçu un total de 2 326 commandes fermes pour le 737 MAX. Pour des raisons techniques directement liées aux moteurs, Boeing a suspendu ses vols d'essai, prévoyant même des retards de livraison. Elle livre toutefois, le 16 mai 2017, le tout premier exemplaire à la compagnie malaisienne Malindo Air, avec un seul jour de retard par rapport au calendrier initial.
En mars 2019, après deux fracassements successifs peu après le décollage n'ayant laissé aucun survivant, celui du vol Lion Air 610 le 29 octobre 2018 et celui du vol Ethiopian Airlines 302 le 10 mars 2019 dans lesquels une activation intempestive du Maneuvering Characteristics Augmentation System (MCAS) (un système spécifique aux 737 Max) est en cause, les 737 Max sont interdits de vol par la quasi-totalité des compagnies aériennes et des autorités nationales ou internationales, un cas sans précédent par son ampleur,. La production est suspendue par Boeing à partir de janvier 2020. Cette catastrophe industrielle provoque des pertes évaluées à plusieurs milliards de dollars pour l'entreprise et une chute importante de ses ventes au profit de son rival Airbus.
La commission des transports du Congrès américain publie un rapport complet en septembre 2020 où de nombreux dysfonctionnements, des dissimulations et des conflits d'intérêts entre Boeing et la Federal Aviation Administration (sigle FAA), sont épinglés, tout comme le défaut de conception de cet appareil. Le 18 novembre 2020, la FAA l'autorise à nouveau à voler une fois que les modifications nécessaires auront été effectuées sur les appareils, ainsi que l'EASA en janvier 2021. Après avoir été accusé de fraude, Boeing accepte de payer plus de 2,5 milliards de dollars pour mettre fin aux poursuites judiciaires,.

## Développement

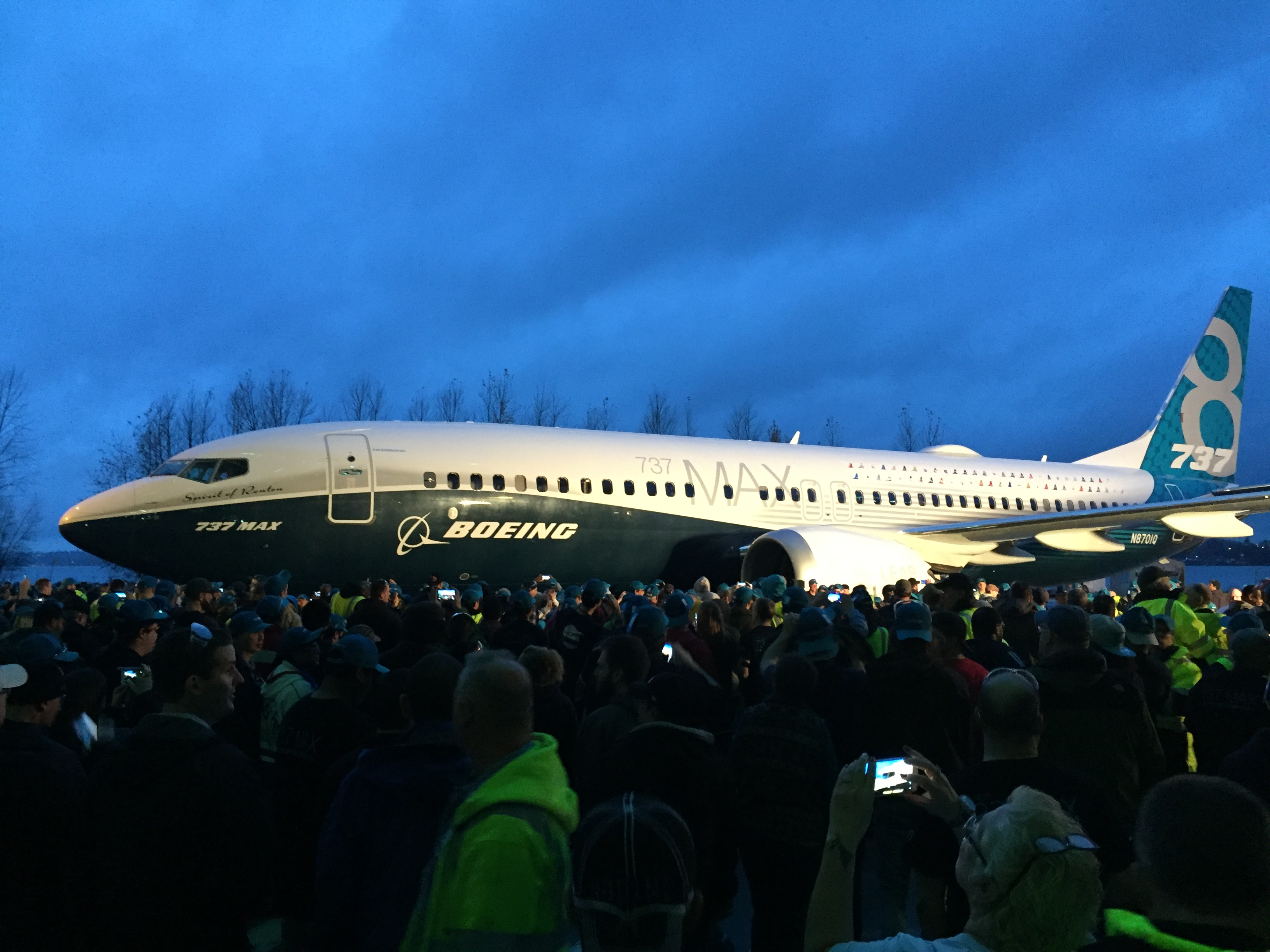
Présentation du premier 737 MAX le 8 décembre 2015.

Depuis 2006, Boeing parle de remplacer le 737 par un avion d'une conception totalement repensée (nommée en interne « Boeing Y1 ») qui pourrait être basée sur celle du Boeing 787 Dreamliner. Une décision sur ce remplacement a été reportée, et retardée en 2011. En novembre 2014, il a été signalé que Boeing a l'intention de remplacer le 737 d'ici 2030 par un nouvel avion, avec un fuselage éventuellement en composite.
En 2010, Airbus a lancé l'A320neo avec de nouveaux moteurs pour réduire la consommation de carburant et augmenter son efficacité opérationnelle. La mise en service de l'A320Neo initialement prévue pour la mi-2016 a été avancée à octobre 2015. Cette décision a été accueillie de manière positive par de nombreuses compagnies aériennes, qui ont commencé à passer d'importantes commandes,,. La pression exercée par les compagnies aériennes pour disposer sans tarder d'appareils moins énergivores a poussé Boeing à poursuivre l'amélioration du 737 avec de nouveaux moteurs plutôt que de lancer la nouvelle conception du Boeing Y1. Le 30 août 2011, le conseil d'administration de la société a approuvé le projet 737 MAX. Boeing prédit que le 737 MAX offrira une consommation de carburant inférieure de 16 % par rapport à l'A320 actuel d'Airbus, et de 4 % par rapport à l'Airbus A320neo. Boeing attend le 737 MAX pour atteindre ou dépasser les ventes de l'Airbus A320neo.

Il existe trois variantes principales de la nouvelle famille, le 737 MAX 7, 737 MAX 8 et 737 MAX 9 qui sont fondées respectivement sur les 737-700, -800 et -900ER, les versions les plus vendues de la famille 737 Next Generation. Boeing a déclaré que les trois premières versions du 737 MAX conserveront les longueurs de fuselage et la configuration des portes des Boeing 737 précédents. Le 23 juillet 2013, Boeing a annoncé avoir terminé la configuration définitive du 737 MAX 8.

Les différents modèles de 737 MAX
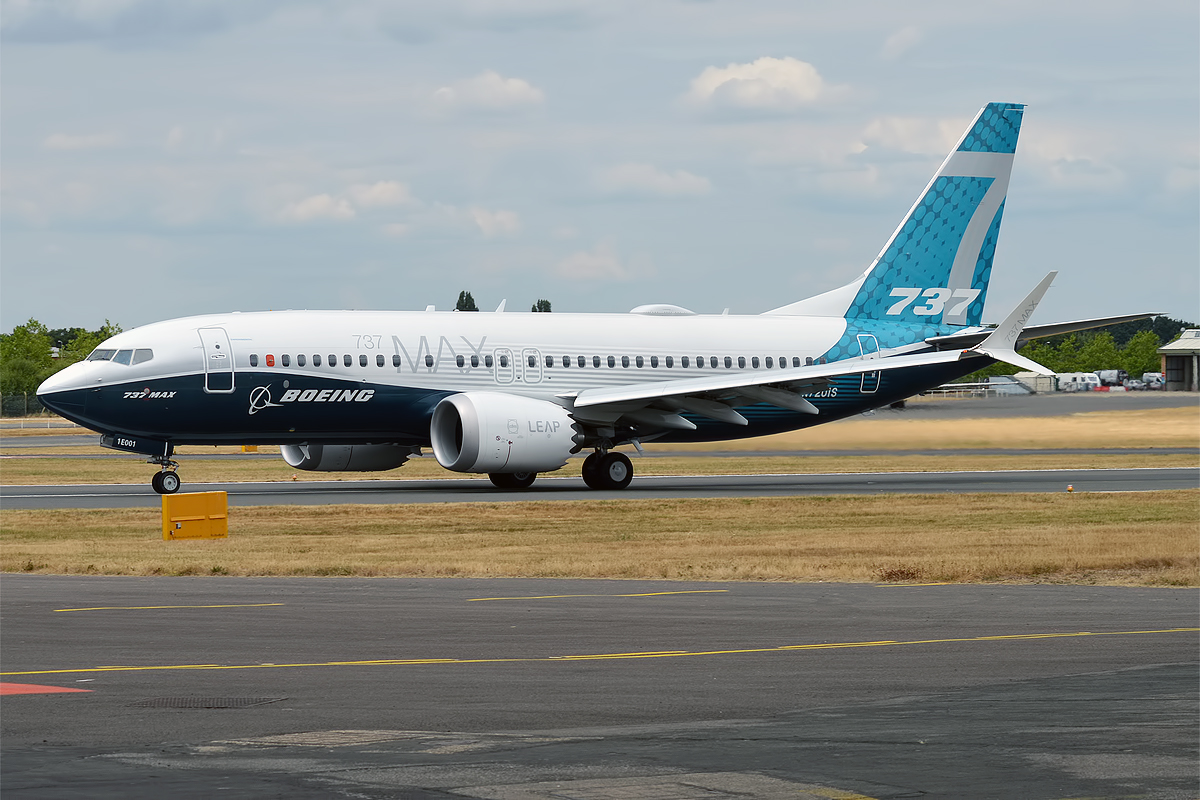
Boeing 737 MAX-7
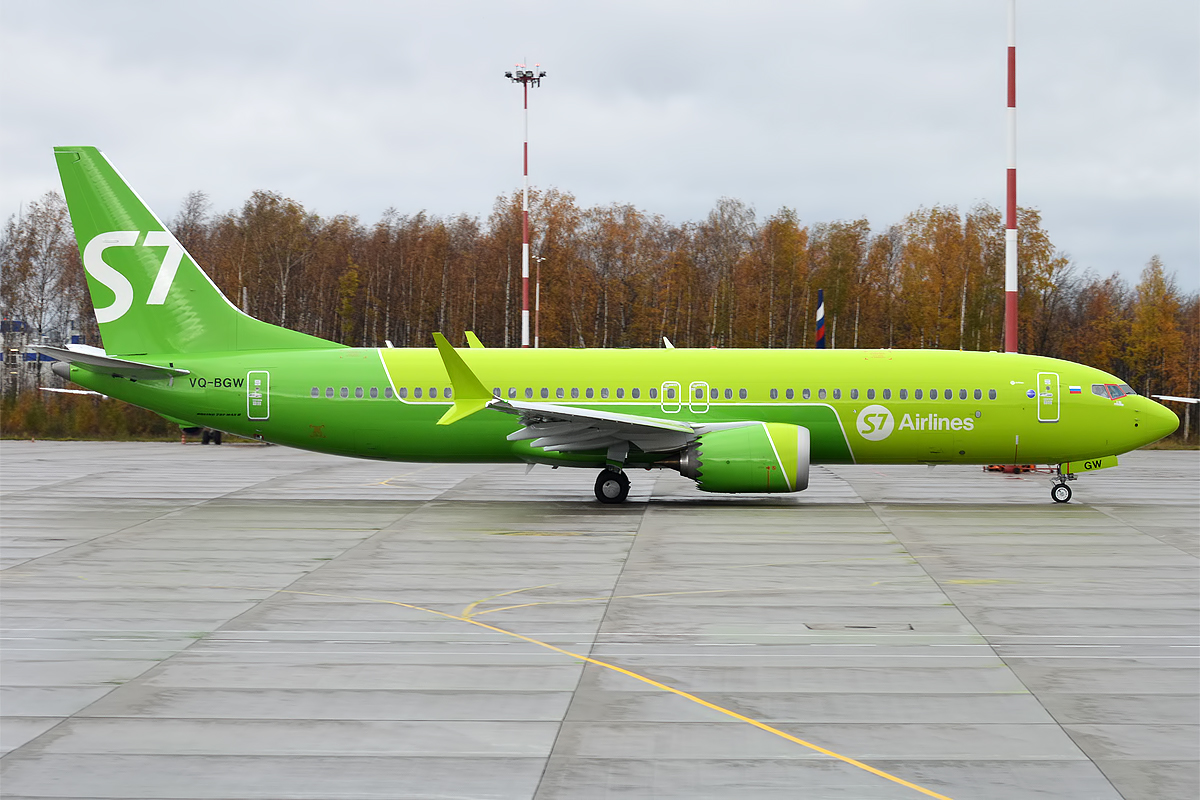
Boeing 737 MAX-8
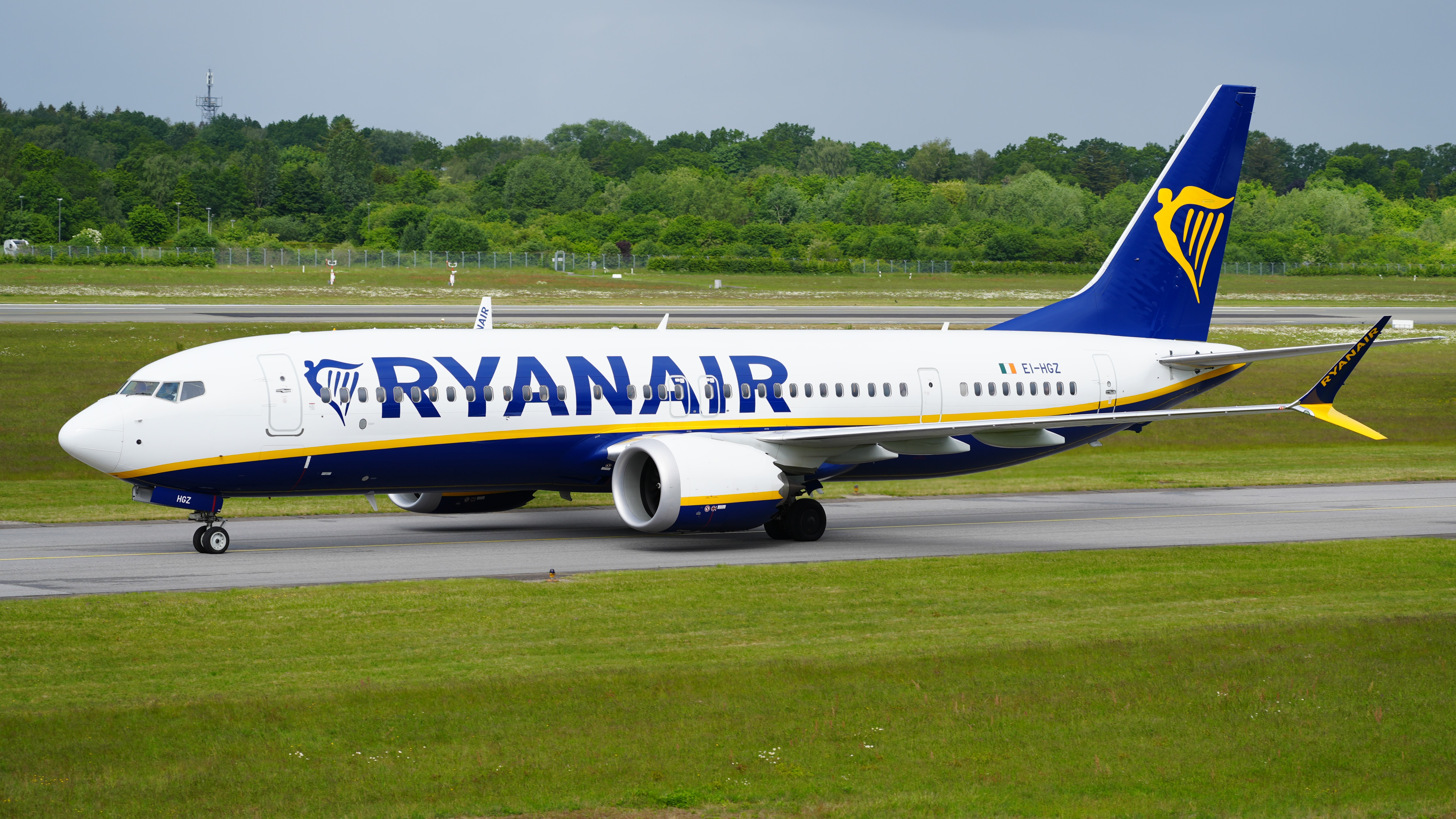
Boeing 737 MAX-8-200
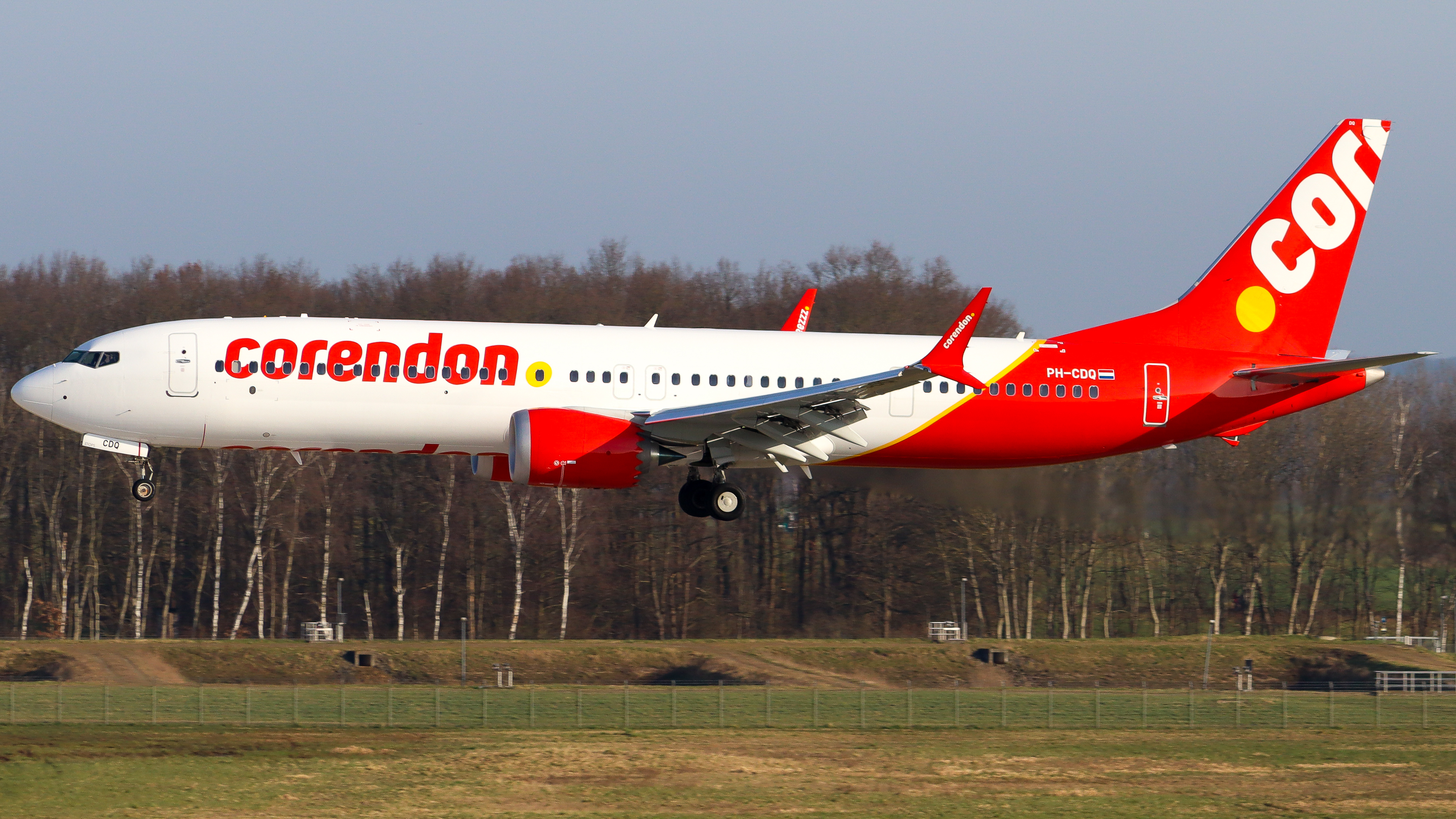
Boeing 737 MAX-9
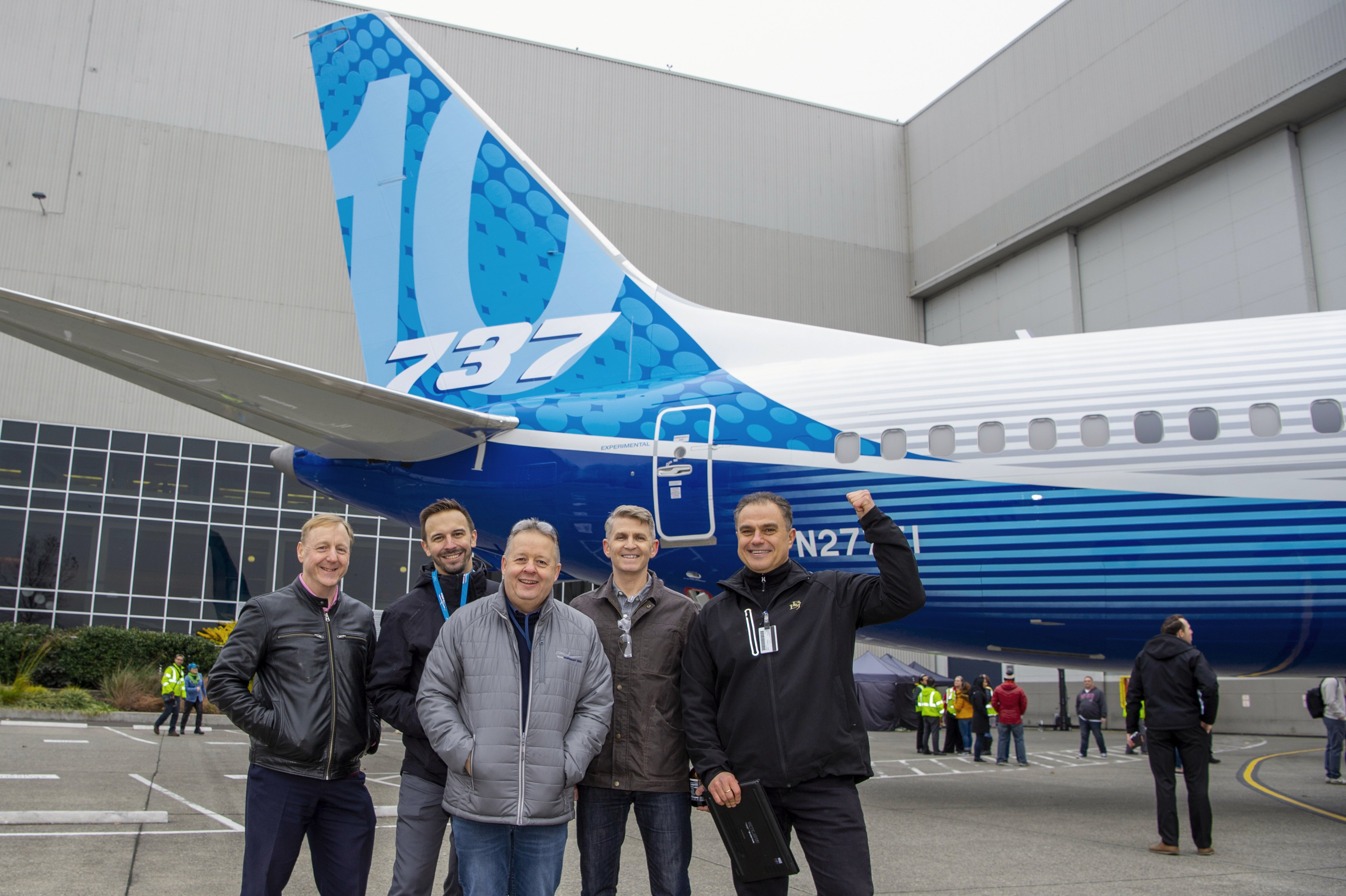
Boeing 737 MAX-10

En décembre 2013, Boeing a déclaré qu'un récent audit interne prévoit une consommation de carburant inférieure de 14 % à celle des avions actuels de la série 737NG. En septembre 2014, Boeing a lancé une version à haute densité du 737 MAX 8, nommée 737 MAX 8-200. Le MAX 8-200 est prévu pour accueillir jusqu'à 200 passagers dans une configuration à classe unique de haute densité avec des sièges extra-plats. Une porte de sortie supplémentaire est nécessaire en raison de la plus grande capacité en passagers. Trois des huit chariots d'office sont enlevés afin d'installer plus de sièges. Boeing précise que cette version sera 20 % plus rentable par siège que les modèles 737 actuels, et sera le mono-couloir le plus efficace sur le marché dès sa livraison. Ses coûts d'exploitation devraient être de 5 % inférieurs à ceux du 737 MAX 8.
Boeing a augmenté la production du 737 à 42 par mois en 2014, et prévoit d'augmenter à 47 par mois en 2017 et 52 par mois en 2018,.
Lors du salon du Bourget de juin 2017, Boeing annonce le lancement d'une version plus grande que le 737 MAX 9, le 737 MAX 10. Ce nouvel appareil est capable d'embarquer 230 passagers en classe unique (contre 230 pour l'A321NEO ou 240 avec une cabine Cabin Flex) sur une distance de 5 960 km. Plus de 15 clients ont commandé plus de 350 737 MAX 10,.

## Versions - Caractéristiques
|                               | 737 MAX 7                 | 737 MAX 8                                       | 737 MAX 9                 | 737 MAX 10                     |
| ----------------------------- | ------------------------- | ----------------------------------------------- | ------------------------- | ------------------------------ |
| Passagers                     | 126 (2 classes)           | 162 (2 classes) 200 (version MAX 200, 1 classe) | 180 (2 classes)           | 189 (2 classes) 230 (1 classe) |
| Longueur totale               | 35,6 m                    | 39,5 m                                          | 42,1 m                    | 43,8 m                         |
| Envergure                     | 35,9 m                    | 35,9 m                                          | 35,9 m                    | 35,9 m                         |
| Hauteur totale                | 12,3 m                    | 12,3 m                                          | 12,3 m                    | 12,3 m                         |
| Vitesse de croisière typique  | Mach 0,69 (842 km/h)      | Mach 0,69 (842 km/h)                            | Mach 0,69 (842 km/h)      | Mach 0,69 (842 km/h)           |
| Vitesse de croisière maximale | Mach 0,79 (975 km/h)      | Mach 0,79 (975 km/h)                            | Mach 0,79 (975 km/h)      | Mach 0,79 (975 km/h)           |
| Masse maximale au décollage   | 72 303 kg                 | 82 191 kg                                       | 88 314 kg                 | 89 766 kg                      |
| Autonomie à pleine charge     | 3 800 NM (7 038 km)       | 3 620 NM (6 704 km)                             | 3 595 NM (6 658 km)       | 3 215 NM (5 960 km)            |
| Moteurs (× 2)                 | CFM International LEAP-1B | CFM International LEAP-1B                       | CFM International LEAP-1B | CFM International LEAP-1B      |
| Diamètre de la soufflante     | 1,76 m                    | 1,76 m                                          | 1,76 m                    | 1,76 m                         |

Sources : caractéristiques du Boeing 737,

## Commandes et livraisons

### Commandes et livraisons par années
|            | 2011 | 2012 | 2013 | 2014 | 2015 | 2016 | 2017 | 2018 | 2019 | 2020 | Total |
| Commandes  | 150  | 908  | 668  | 861  | 409  | 530  | 759  | 720  | −93  | −783 | 4 129 |
| Livraisons | –    | –    | –    | –    | –    | –    | 74   | 256  | 57   | 0    | 387   |

Données du 31 juillet 2020. Un article du journal Le Monde en collaboration avec l'AFP et mis en ligne le 6 janvier 2024 indique que Boeing a communiqué à l'Agence France Presse que « 218 exemplaires du 737 MAX 9 ont été livrés à ce jour ».
Max 7
- Jetlines : 5
- Southwest Airlines : 29
- WestJet : 22

Max 8
- 9 Air : 2
- Aerolineas Argentinas : 10
- Aeroméxico : 53
- Air Canada : 40
- Air Changan : 2 ?
- Air China : 21
- Air India Express : 21
- Air Italy : 5
- Air Lease Corporation (ALC) : 104
- Air Niugini : 4
- ALAFCO : 20
- Alaska Airlines : 37
- American Airlines : 70
- Aviation Capital Group : 60
- Avolon : 20
- Air Peace : 10
- Belavia : 4
- Blue Air : 6
- BOC Aviation : 50
- Business Jet / VIP Customers : 2
- Canada Jetlines : 5
- Caribbean Airlines : 4
- Cayman Airways : 2
- China Southern Airlines : 34
- CIT Leasing Corporation : 30
- Comair Limited : 8
- Copa Airlines : 61
- Corendon Airlines : 1
- Corendon Airlines Europe  : 1
- Donghai Airlines : 15
- Ethiopian Airlines : 20
- Fiji Airways : 3
- Flydubai : 65
- Garuda Indonesia : 49
- GECAS : 95
- Globus : 9
- GOL : 113
- GOLM Airlines : 60
- Hainan Airlines : 1
- Icelandair : 16
- Jeju Air : 40
- Korean Air : 30
- Lion Air : 9
- LOT Polish Airlines : 7
- Lucky Air : 3
- Malaysia Airlines : 15
- Malindo Air : 8
- Mauritania Airlines : 1
- Monarch Airlines : 30
- MIAT Mongolian Airlines : 3
- Neos : 2
- Nok Air : 6
- Norwegian : 18
- Okay Airways : 8
- Oman Air : 24
- Pobeda : 20
- Ruili Airlines : 10
- Royal Air Maroc : 7
- Ryanair : 135
- Shandong Airlines : 2
- Shanghai Airlines : 4
- Shenzhen Airlines : 4
- Silkair : 31
- SkyUp : 2
- Smartwings : 26
- Southwest Airlines : 234
- SpiceJet : 118
- SunExpress : 23
- Sunwing Airlines : 2
- T'way Airlines : 1
- Taimyr Air - NordStar : 3
- TAROM : 5
- Travel Service : 3
- TUI fly Nederland : 1
- TUI Travel : 6
- Turkish Airlines : 65
- TUI Airways : 22
- TUIfly : 4
- TUI fly Nordic : 2
- Turkish Airlines : 54
- Ukraine International Airlines  : 2
- United Airlines : 115
- Ural Airlines : 14
- US-Bangla Airlines : 1
- Utair : 2
- VietJet Air : 120
- Virgin Australia : 25
- WestJet : 21
- Xiamen Airlines : 3

Max 9
- Aeromexico : 6
- Air Algérie: 8
- United Airlines: 90
- Alaska Airlines : 32
- Copa Airlines : 7
- Icelandair : 1
- Ruili Airlines : 6
- SCAT Airlines : 1
- SunExpress Germany : 3
- Thai Lion Air : 1
- TUI Travel PLC : 2
- Turkish Airlines : 9
- United Airlines : 17
- Air Tanzania : 2

Max 10
- Copa Airlines : 15
- Donghai Airlines : 10
- Flydubai : 50
- GOL : 30
- Lion Air : 50
- Malaysia Airlines : 10
- SkyUp : 3
- SpiceJet : 20
- TUI Travel PLC : 11
- TUI UK : 7
- United Airlines : 100
- VietJet Air : 80
- Virgin Australia : 15
- WestJet : 12

Max TBD
- Aerolineas Argentinas : 6
- Aeroméxico : 36
- Arik Air : 8
- Blue Air : 6
- Copa Airlines : 33
- Enter Air : 4
- flydubai : 122
- Lion Air  : 177
- Okay Airways : 3
- Ruili Airlines : 22
- SkyUp : 2
- SpiceJet : 13
- SunExpress : 7
- TUI Travel PLC : 2
- Turkmenistan Airlines : 3
- United Airlines : 28
- Utair : 28

Sources,

## Accidents et incidents
Pour un article plus général, voir : Liste des accidents et incidents impliquant un Boeing 737 (en)

### Fracassement du Lion Air
Le 29 octobre 2018, un Boeing 737-MAX 8 (immatriculé PK-LQP) de la compagnie Lion Air, reliant Jakarta à Pangkal Pinang (Indonésie), s'abîme en mer de Java 13 minutes après le décollage, provoquant la mort de ses 181 passagers et 8 membres d’équipage.
La veille de l'accident, le 28 octobre 2018, lors du vol précédent de l'avion entre Bali et Jakarta, les pilotes avaient rencontré un problème similaire. Un troisième navigant, non en service mais présent dans le cockpit, avait correctement diagnostiqué le problème et expliqué à l'équipage la marche à suivre pour désactiver le système antidécrochage Maneuvering Characteristics Augmentation System (MCAS) défectueux et reprendre le contrôle de l'appareil. L'avion avait été livré deux mois auparavant, le 13 août 2018.

### Fracassement d'Ethiopian Airlines
Le 10 mars 2019, un Boeing 737-MAX 8 (immatriculé ET-AVJ) de la compagnie Ethiopian Airlines, à destination de Nairobi, s'écrase au sol dans des conditions similaires, six minutes après avoir décollé de l'aéroport d'Addis-Abeba, tuant les 149 passagers et les 8 membres d'équipage. L'avion avait été livré quatre mois auparavant, le 30 octobre 2018. Ce fut le 68e pire fracassement (ordre par nombre de victimes) et il mit ainsi fin à la production des 737 MAX. L'enquête est encore en cours, mais l'on sait déjà que la catastrophe a sûrement été causée par le système M-CAS, qui devait normalement servir à éviter le décrochage de l'appareil.

### Similarité de ces accidents
Ces deux accidents ont une cause similaire, la panne de la sonde d'incidence gauche, entraînant le dysfonctionnement du MCAS, un système logiciel spécifique de la version Max du Boeing 737 et destiné à en prévenir le décrochage, du fait de sa stabilité longitudinale insuffisante dans certaines conditions de vol (volets rentrés, incidence élevée). Le MCAS n'utilise en effet qu'une seule des deux sondes d'incidence présentes, une de chaque côté du nez de l'avion, ce qui le rend vulnérable. En cas de panne de la sonde, croyant à tort l'avion à grande incidence et proche du décrochage, ce système modifie le calage du plan fixe de la gouverne de profondeur pour augmenter le moment à piquer de l'avion, de façon répétée, jusqu'à la perte de contrôle si les pilotes n'arrivent pas à le désactiver à temps.
Pour l'avocat Ralph Nader, qui a perdu sa nièce dans le crash d'Ethiopian Airlines, le problème du 737 MAX réside dans sa conception : Boeing aurait voulu, selon lui, placer rapidement de nouveaux moteurs « trop lourds pour le fuselage », ce qui aurait modifié son centre de gravité et le rendrait davantage susceptible de décrocher. Pour cette raison, il a été accompagné d'un système anti-décrochage destiné à réduire ce déséquilibre. L'avion aurait été « instable dès sa conception ».
Pour le développement de cette 4e génération du Boeing 737, un avion qui date de 50 ans, entièrement analogique avec des commandes de vol mécano-hydrauliques, Boeing a décidé d'installer de nouveaux moteurs LEAP, qui ont un diamètre plus grand (pour augmenter le taux de dilution, facteur clé pour diminuer la consommation). En raison de la configuration de l'avion dont les ailes sont très près du sol, il a été décidé d'avancer les moteurs, ce qui a entraîné une modification aérodynamique de l'avion touchant la stabilité en tangage. En effet, les nacelles moteurs sont des surfaces portantes; étant placées en avant du centre de gravité, elles sont déstabilisantes en tangage. Il a été également nécessaire de rehausser le train d’atterrissage avant pour augmenter l'angle d'assiette au sol, afin que les nouveaux moteurs ne touchent pas le sol[réf. nécessaire]. Les vols de test se sont cependant révélés très inquiétants et ont dû être interrompus. En particulier, en vol à grande incidence (en montée après le décollage), l'avion avait tendance à trop cabrer dès que les volets étaient rentrés, en raison de ce problème aérodynamique. Dans un contexte de retard dans le développement de l'avion, il a été décidé d'opter pour un correctif logiciel pour pallier ce problème, le MCAS.
| - Moteur LEAP d'un Boeing 737 MAX-9. |

Le MCAS a une action répétitive et il peut prendre le pas sur toute manœuvre effectuée par un pilote qui tenterait de redresser l'avion en pilotage manuel, rendant vite la situation critique. Le pilote a très peu de temps pour réagir de manière adéquate. Dans ce genre de situation, comme pour tout déroulement de compensateur (trim en anglais), il doit appliquer de mémoire une procédure d'urgence. Mais l'action répétée et intense du MCAS, le moment où celui-ci se déclenche (juste après la phase de décollage, lorsque les volets sont rentrés), rendent la situation extrêmement difficile à gérer et immédiatement critique, même en appliquant la procédure, ce qu'ont fait sans succès les pilotes d'Ethiopian Airlines.
Après le premier accident, des inspecteurs de la FAA chargés du contrôle de Southwest Airlines se sont rendu compte que Boeing avait désactivé le signal lumineux avertissant d'un problème de sonde d'incidence à l'origine du dysfonctionnement du MCAS, sans en prévenir ni les compagnies, ni la FAA, et le proposaient désormais en option (que Southwest a décidé de payer). Les inspecteurs avaient déjà émis l'hypothèse d'une suspension des vols, le temps de former les pilotes, mais l'avaient abandonnée. Ce n'est qu'après le deuxième accident que Boeing a décidé de réintroduire ce signal d’alerte pour tous les clients sans surcoût.
Les pilotes, représentés par Daniel Carey, président du syndicat des pilotes américains, se plaignent qu'ils n'ont été ni informés par Boeing de la présence du MCAS ni formés à la prise en compte d'une défaillance de ce système. La formation prodiguée par Boeing sur le 737 Max pour un pilote déjà certifié sur 737 ne prend qu'une heure sur un iPad.

### Incident du vol Alaska Airlines 1282
Le 5 janvier 2024, un B737 Max 9 d'Alaska Airlines a perdu sa porte de sortie d'urgence médiane arrière en début de vol et a connu une dépressurisation rapide. Le B737 Max 9 dispose (comme le Boeing 737 NG-9) de part et d'autre de la carlingue, d'une porte de sortie supplémentaire de cabine située entre l'aile et la porte de sortie arrière. Cette fonctionnalité, activée dans les configurations de sièges denses (205 personnes), vise à s'aligner sur les exigences légales d'évacuation. Actuellement, Alaska Airlines maintient ces portes scellées, ne souhaitant pas disposer de cette configuration de remplissage. Techniquement, Boeing peut désactiver en usine cette porte supplémentaire sur certains des avions MAX 9, à la demande du transporteur avant la livraison. Cette porte, indiscernable pour les passagers car cachée par la paroi latérale, dispose d'une fenêtre standard dans la cabine. L'expulsion de cette porte a entraîné la dépressurisation de la cabine. L'avion a malgré tout pu faire demi-tour et atterrir à Portland en toute sécurité avant de reprendre son vol.
Le 12 janvier, les 737 Max 9 d'Alaska Airlines ainsi que ceux d'autres compagnies (171 avions en service aux États-Unis) sont immobilisés afin de faire des vérifications sur un potentiel problème de structure et de construction de cette porte,. Le directeur général de Boeing, Dave Calhoun, a reconnu mardi une « erreur » après l'incident. La compagnie aérienne United Airlines, qui possède la première flotte de 737 MAX 9 au monde (79 appareils), a indiqué avoir découvert des « boulons qui nécessitaient d'être resserrés » lors de vérifications sur les portes condamnées de ses 737 MAX 9.
À la suite de cet incident, le lanceur d'alerte John Barnett émet de nouveaux avertissements concernant la culture de travail et la sécurité des véhicules de Boeing. Il est retrouvé mort peu après, le 9 mars 2024.
Le 30 avril 2024, un autre lanceur d'alerte, Joshua Dean, meurt emporté en moins de deux semaines par une infection soudaine à propagation rapide. Ancien contrôleur qualité chez Spirit AeroSystems, un fournisseur de Boeing, il était l’un des premiers à affirmer que la direction de ce fabricant de pièces d’avion avait tenté de dissimuler des défauts de fabrication des 737 Max,,,.
En juin 2025, l'Agence américaine de sécurité dans les transports (NTSB) confirme que des défaillances de Boeing sont la « cause probable » de l'incident d'Alaska Airlines. Dans un rapport préliminaire, la NTSB avait déjà révélé que quatre boulons prévus pour fixer cette pièce au fuselage manquaient. L'enquête a établi - ce qui a été confirmé par Boeing - « qu'ils avaient été retirés pendant l'assemblage final du fuselage à son usine de Renton par du personnel non habilité, opération qui de surcroît n'avait pas été documentée et qui a donc échappé aux contrôles ».

## Suspension de vol et processus de certification

En, pays ayant prononcé une suspension de vol, en, pays où des compagnies aériennes ont choisi de suspendre les vols.

Le 11 mars 2019, lendemain du deuxième accident en quelques mois et compte tenu de leurs similitudes, l'Aviation civile chinoise, suivie de peu par l'Indonésie, décide d'interdire les vols de cet appareil pour toutes les compagnies aériennes chinoises. Selon des pilotes, l'origine des accidents pourrait être de fausses informations des capteurs d'incidence.

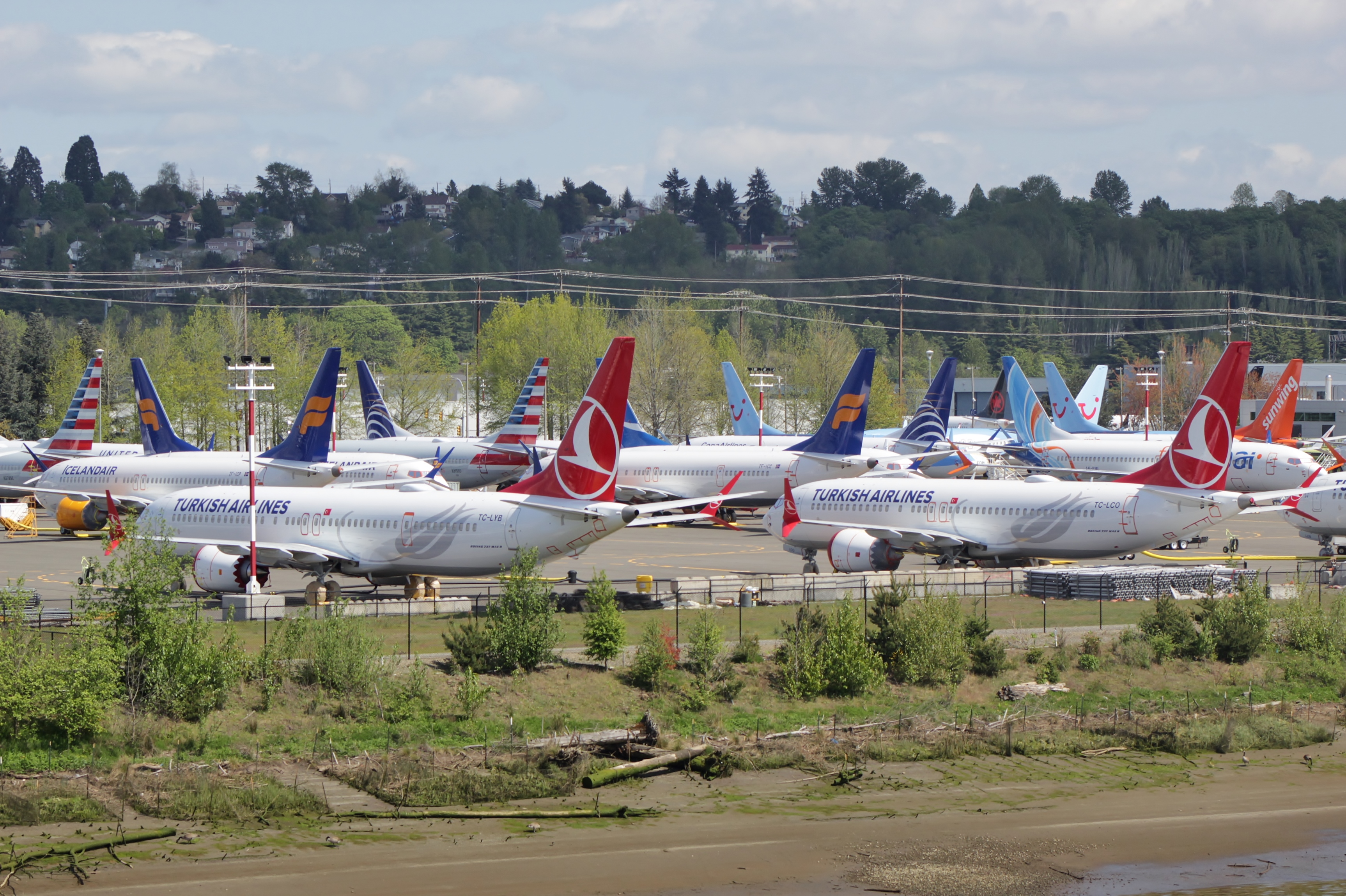
Des Boeing 737 Max en attente de livraison à Seattle, après la suspension de vol de l'appareil en mars 2019.

En date du 12 mars 2019, plusieurs pays se sont ajoutés à la liste. L'Australie, la Corée du Sud, l'Inde, Singapour, la Malaisie, la Mongolie, Oman, la Turquie, la Norvège, la Suisse et les membres de l'Union européenne, via l'Agence européenne de la sécurité aérienne (EASA), ont interdit le survol par le Boeing 737 Max 8 de leur espace aérien.
L'EASA a indiqué suspendre le 12 mars 2019 à partir de 19 h UTC tous les vols de ces appareils, qu'ils soient à destination, au départ ou à l'intérieur de l'Union européenne, que les opérateurs soient européens ou issus de pays tiers. Avant cette annonce, l'Allemagne, l'Autriche, la Belgique, la France, l'Italie, l'Irlande, les Pays-Bas, la Pologne et le Royaume-Uni avaient également décidé une interdiction temporaire de ces vols. Le 13 mars 2019, les vols de cet appareil au Canada sont également interdits. Au cours de la même journée, les États-Unis ont fait volte-face sur leur décision. Le président Trump a mentionné, lors d'une conférence de presse, que tous les vols des Boeing 737 Max 8 seront interdits jusqu'à nouvel ordre. Le 24 avril, Boeing estimait que le coût de l'immobilisation des Boeing 737-MAX 8 à travers le monde s'élevait déjà à un milliard de dollars. En juillet 2019, le coût pour Boeing est estimé à huit milliards de dollars.
La certification des modifications n'interviendra pas avant 2020, ce qui a amené Boeing, après avoir réduit de 52 à 42 par mois la cadence de production, à la suspendre en janvier 2020, alors que près de 400 avions neufs ont déjà dû être stockés près de l'usine de Renton et sur d'autres sites et que 389 avions en service sont cloués au sol. Aucune date de levée de l'interdiction de vol n'est fixée.
Le 18 novembre 2020, la FAA annonce que les avions Boeing 737 Max sont à nouveau autorisés à voler aux États-Unis, après 20 mois d'immobilisation au sol, à condition que plusieurs modifications soient effectuées sur les appareils et que les pilotes suivent une nouvelle formation. Le 29 décembre 2020, la compagnie American Airlines annonce la reprise des vols avec un premier vol commercial aux États-Unis du Boeing 737 Max, immobilisé au sol pendant 20 mois. Cette décision est prise contre l'avis des familles des victimes des crashs du 737 Max.
En janvier 2021, Boeing annonce avoir signé une entente avec le Département de la Justice des États-Unis pour mettre un terme à une poursuite judiciaire où la société est accusée au criminel. Elle promet de verser 2,5 milliards de dollars, 243 millions à titre d'amende et 2,2 milliards pour dédommager les familles endeuillées.
En février 2021, après avoir effectué un premier vol d'essai sans passagers, TUIfly Belgium est la première compagnie aérienne en Europe à remettre en service le Boeing 737 Max avec un premier vol commercial entre Bruxelles et Malaga,.

### Remise en question du processus de certification
Le processus de certification du système suscite des questions.
Le 17 mars 2019, un article du Seattle Times met en cause le processus de certification de l'avion par la Federal Aviation Administration (FAA). Selon le quotidien, il apparaîtrait qu'au fil du temps, devant la complexification des systèmes informatiques embarqués, la FAA aurait délégué de plus en plus de procédures à Boeing. La pression résultant du besoin de commercialisation rapide de l'appareil aurait en outre conduit la FAA à approuver trop rapidement les tests menés par les ingénieurs de Boeing. L'article note en outre que le MCAS se contente d'exploiter une seule des deux sondes mesurant l'angle d'incidence de l'avion et laisse donc le système vulnérable en cas de défaillance de cette sonde.
Des ingénieurs retraités de Boeing critiquent également le fait que Boeing ait continué à utiliser une cellule d'avion dont la conception est vieille de plus de cinquante ans pour y greffer des moteurs de dernière génération, ce qui semble avoir été motivé par le désir de réaliser des profits à court terme.

## Suspension de la production
De 2 janvier 2020 au 27 mai 2020, Boeing suspend la production du 737 Max en raison de l'absence d'agrément de la Federal Aviation Administration consécutif aux deux crashs liés au MCAS,.
Ed Clark, vice-président et directeur général du programme 737, tire sa révérence en février 2024.